# Prisión de Saint Gilles
La Prisión de Saint Gilles (en francés: Prison de Saint-Gilles; en neerlandés: Gevangenis van Sint-Gillis) es una casa o centro de detención (Maison d'arrêt) en Bélgica en la frontera de los municipios de Saint-Gilles, Ixelles, en Bruselas. Alberga un número limitado de reclusos. La prisión de Saint-Gilles también cuenta con un centro médico y quirúrgico que apoya a los pacientes en otras cárceles.
La prisión de Saint-Gilles fue construida entre 1878 y 1884, los planes iniciales fueron diseñados por el arquitecto Joseph Jonas Dumont (1811-1859) y luego dirigidos por François Derré.